# グリクロピラミド
グリクロピラミド（Glyclopyramide）は、糖尿病の治療に用いられるスルホニルウレア系血糖降下薬である。1965年に日本で発売された:1。第2世代に分類される。

## 効能・効果
インスリン非依存型糖尿病（ただし、食事療法・運動療法のみで十分な効果が得られない場合に限る。）

## 警告
重篤かつ遷延性の低血糖を起こす事がある。

## 禁忌
下記の患者には禁忌である。
- 重症ケトーシス、糖尿病性昏睡または前昏睡、インスリン依存型糖尿病の患者
- 重篤な肝または腎機能障害のある患者
- 重症感染症、手術前後、重篤な外傷のある患者
- 下痢、嘔吐等の胃腸障害のある患者
- 製剤成分またはスルホンアミド系薬剤に対し過敏症の既往歴のある患者
- 妊婦または妊娠している可能性のある女性

## 副作用
重大な副作用には、
- 低血糖（2.36%）

脱力感、高度の空腹感、発汗、動悸、振戦、頭痛、知覚異常、不安、興奮、神経過敏、集中力低下、精神障害、意識障害、痙攣等
- 再生不良性貧血、無顆粒球症

が記載されている。

## 参考資料
1. ↑  “デアメリンS錠250mg インタビューフォーム”. www.info.pmda.go.jp. 2022年1月11日閲覧。
2. ↑  小澤光, 村井ユリ子, 小澤輝高「新薬50年史 -6 糖尿病治療薬の開発・変遷と疫学的動向」『薬史学雑誌』第38巻第1号、2003年、11–27頁、PMID 14570054。